# Pierre-Jean Porro

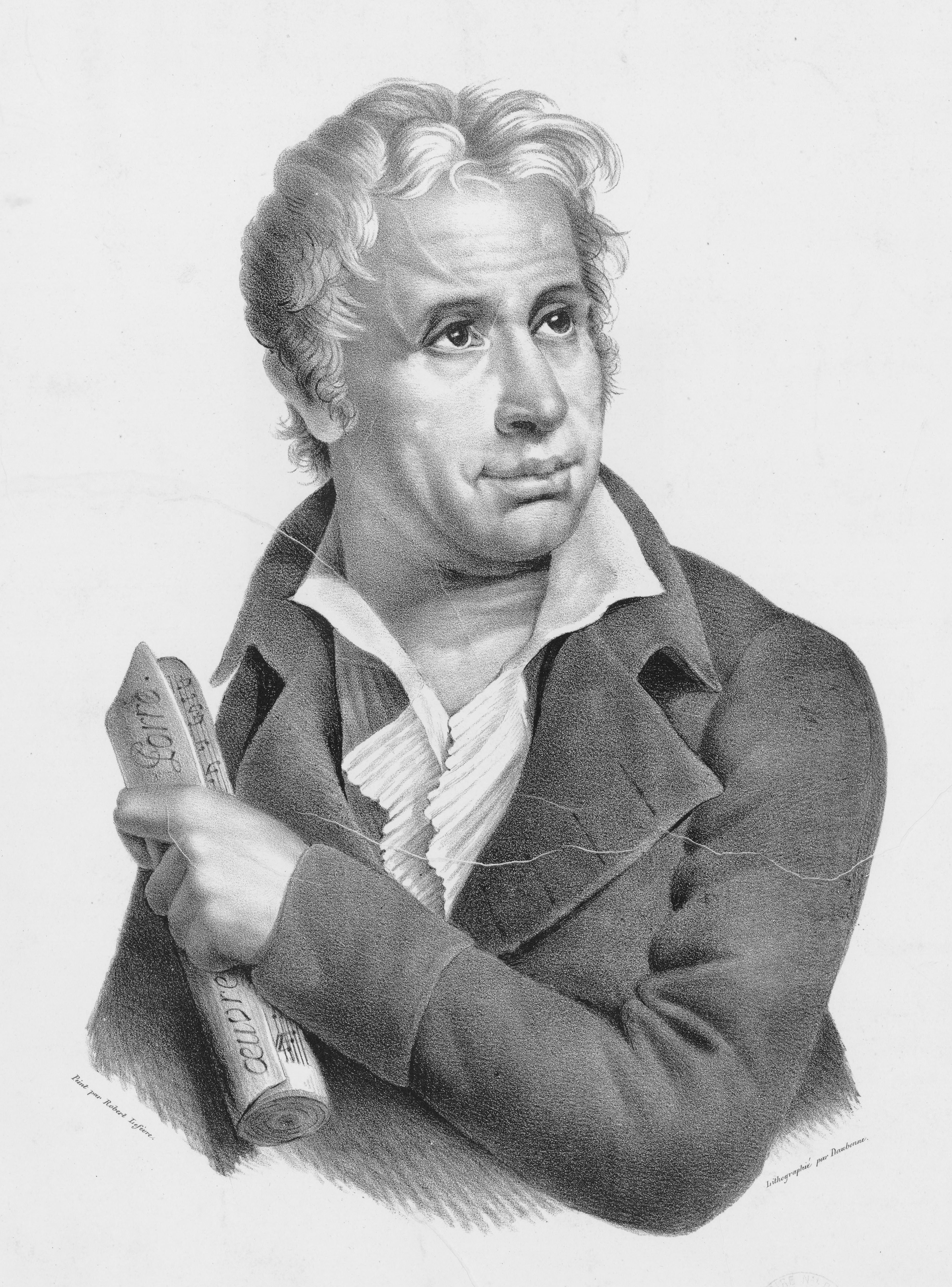
Pierre-Jean Porro

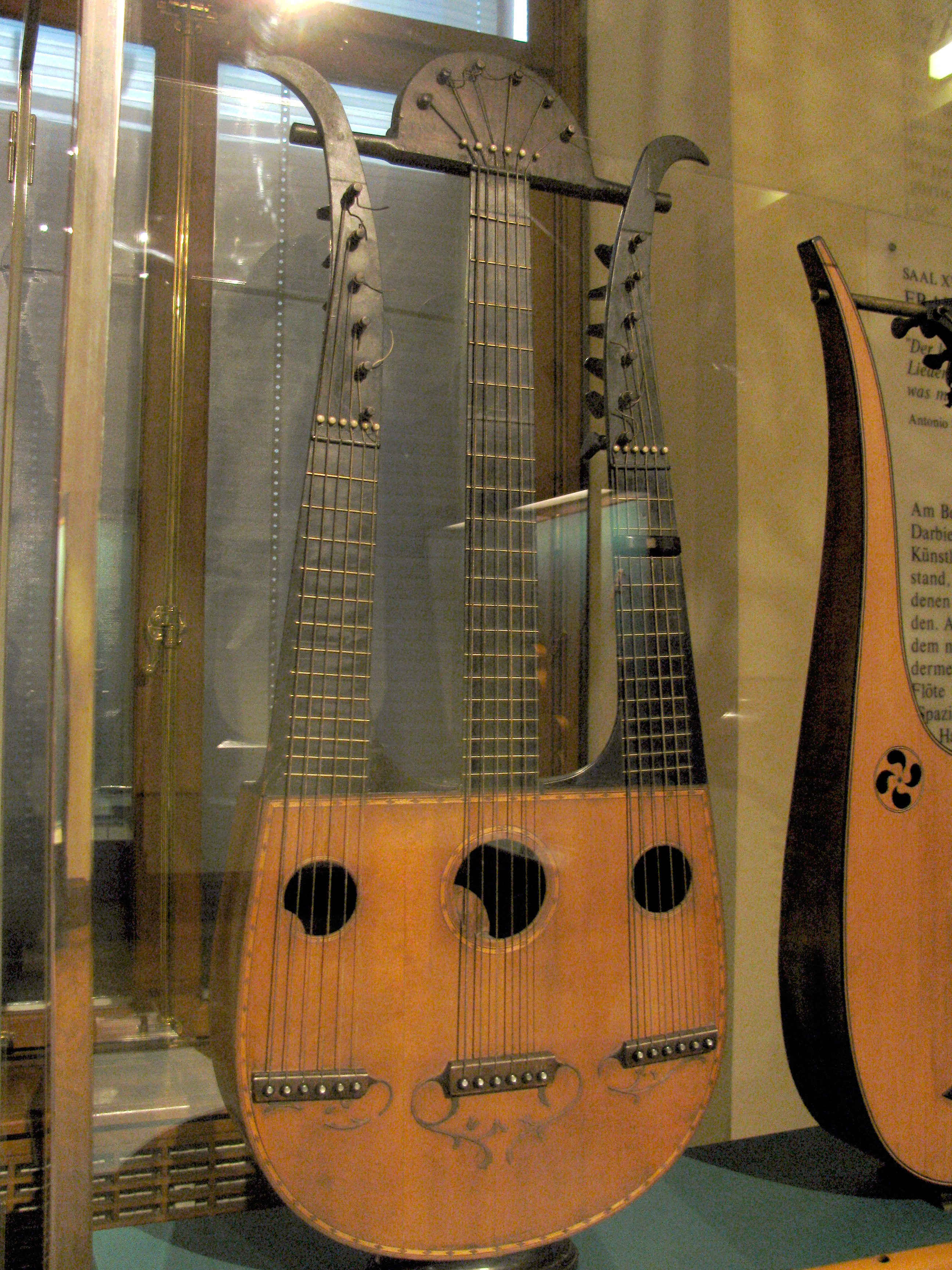
Lyragitarre

Pierre-Jean Porro (* 7. Dezember 1750 in Bagnols-en-Forêt; † 31. Mai 1831 in Montmorency bei Paris) war ein französischer Gitarrist, Komponist und Musikverleger der Klassik.
Pierre Porro (geboren als „Porre“) erhielt eine musikalische Grundausbildung in Béziers. 1783 zog Porro nach Paris, wo er als Gitarrenlehrer seinen Lebensunterhalt verdiente. Er gab von 1787 bis 1803 die Wochenzeitschrift Le Journal de Guitare, in der er unter anderem eigene Bearbeitungen von Werken für Gitarre veröffentlichte. Gitarrenmusik erfreute sich in den Salons des ausgehenden 18. und beginnenden 19. Jahrhunderts großer Beliebtheit. Neben Porro wirkten in Paris zwischen 1780 und 1820 Gitarristen wie Filippo Gragnani (1767–1812), Fernando Sor, Mauro Giuliani, Dionisio Aguado und Ferdinando Carulli.
Die gute Nachfrage veranlasste ihn 1786 zur Gründung eines größeren Verlagshauses, das auch einen Instrumentenhandel betrieb. Mehr als durch seine zahlreichen eigenen Kompositionen hatte er Erfolg durch die Veröffentlichung geistlicher und weltlicher Werke italienischer Komponisten wie Francesco Durante, Niccolò Jommelli, Giovanni Battista Pergolesi, aber auch von Komponisten seiner Zeit wie Mozart und Haydn, die er dem französischen Publikum nahebrachte. Auch komponierte mehrere Porro Werke für die Lyragitarre.

## Werke (Auswahl)
Vokal
- Hymne à la liberté (1794)
- Hymne religieux et patriotique (1794)
- Panis angelicus, 4 Gesangsstimmen und Orgel (1815)
- Hymne à Ste Cécile, in Zusammenarbeit mit Henri-Joseph Rigel

Instrumental
- 2 Konzerte für Gitarre und Orchester
- Duos für 2 Gitarren (op. 18, 28, 32)
- Duos für Gitarre und Klavier (op. 33 und 35)
- Zahlreiche Werke und Arrangements für Violine oder Flöte und Gitarre, etwa
  - * 6 Sonates (op. 11) für Violine und Gitarre
- Trios für Gitarre oder Lyragitarre, Violine und Viola (op. 26 und 38)
- Zahlreiche „Airs et Romances“ für Gitarre, 1 oder 2 Violinen und Tasteninstrument (Einzelwerke oder in Sammlungen)
- Cent Mélodies anciennes et modernes (um 1810)

Lehrwerke und Übungsstücke
- Méthode pour la guitare. Tableau méthodique ou instruction nouvelle pour apprendre la Guitare et le Lyre (einschließlich der Lyragitarre) (op. 31)
- Collection de préludes ou caprices […] pour l’étude de la guitare